# Illy (Rapper)

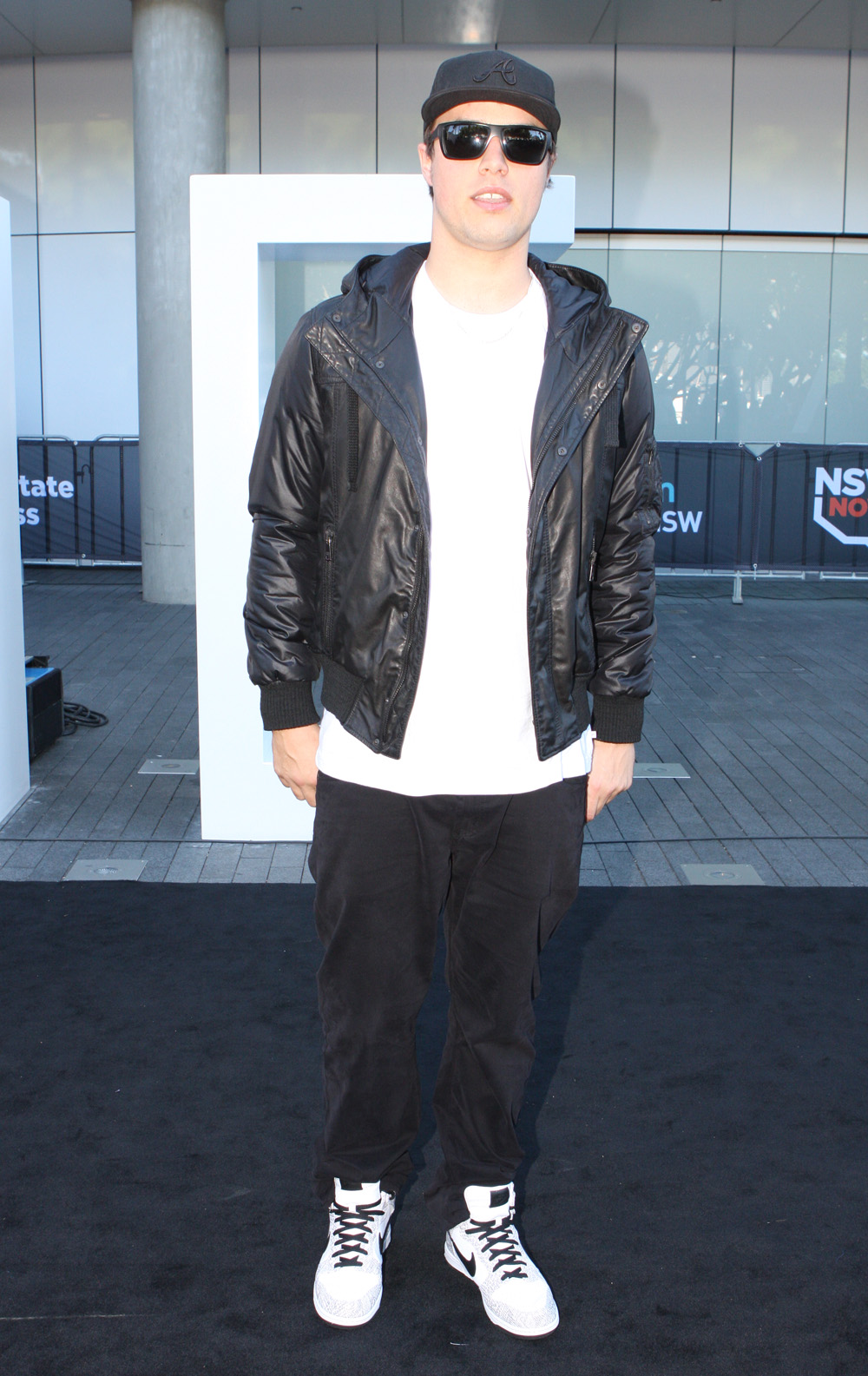
Illy bei den ARIA Music Awards 2013

Illy (* 5. September 1985; eigentlicher Name Al Murray) ist ein australischer Rapper aus Melbourne.

## Karriere
Illy wuchs in Melbourne in bürgerlichen Verhältnissen auf, sein Vater ist Hochschullehrer, seine Mutter Sprachtherapeutin. Mit 13 Jahren schrieb er seine eigenen Songs und mit 17 trat er erstmals auf. Neben seiner Rapkarriere verfolgte er auch ein Hochschulstudium weiter und machte einen Abschluss in Jura an der Monash University.
Bevor Illy 2009 sein Debütalbum veröffentlichte, war er Mitglied der Rapcrew Crooked Eye. Mit Long Story Short konnte er allerdings noch keinen großen Eindruck hinterlassen und erreichte nur eine mittlere Platzierung in den Urban-Charts. Der Durchbruch kam ein Jahr später mit dem Song It Can Wait und der LP The Chase. Sie erhielt viel Lob von den Kritikern und sprang in den australischen Charts auf Platz 25. Das Lied erreichte Gold-Status. Das nächste Album Bring It Back, das nach einer einjährigen Pause erschien, konnte den Erfolg weiter steigern. Bei den ARIA Awards wurde es als bestes Urban-Album des Jahres ausgezeichnet. Mit Heard It All konnte er erstmals auch einen Song in die australischen Top 50 bringen.
Bevor 2013 sein viertes Album veröffentlicht wurde, gründete Illy ein eigenes Label mit dem Namen Onetwo mit dem Ziel, andere Nachwuchsrapper unter Vertrag zu nehmen und zu fördern und die eigenen Erfahrungen im Musikgeschäft weiterzugeben. Als erste Veröffentlichung erschien bei dem Label Ende des Jahres die LP Cinematic, mit der der Melbourner Rapper erstmals in die Top 5 der Charts vorstieß.

## Diskografie

### Alben
| Jahr | Titel             | Höchstplatzierung, Gesamtwochen, AuszeichnungChartsChartplatzierungen (Jahr, Titel, Platzierungen, Wochen, Auszeichnungen, Anmerkungen) | Anmerkungen |
| Jahr | Titel             | AU | Anmerkungen |
| ---- | ----------------- | --- | ----------- |
| 2010 | The Chase         | AU25 (1 Wo.)AU |             |
| 2012 | Bring It Back     | AU15 (1 Wo.)AU |             |
| 2013 | Cinematic         | AU4 Gold · (16 Wo.)AU |             |
| 2016 | Two Degrees       | AU1 (6 Wo.)AU |             |
| 2021 | The Space Between | AU1 (1 Wo.)AU |             |

Weiteres Album
- Long Story Short (2009)

### Singles
| Jahr | Titel Album  | Höchstplatzierung, Gesamtwochen, AuszeichnungChartsChartplatzierungen (Jahr, Titel, Album, Platzierungen, Wochen, Auszeichnungen, Anmerkungen) | Anmerkungen                                |
| Jahr | Titel Album  | AU | Anmerkungen                                |
| ---- | ------------ | --- | ------------------------------------------ |
| 2012 | Heard It All | AU48 Gold · (1 Wo.)AU |                                            |
| 2013 | Youngbloods  | AU38 (1 Wo.)AU | featuring Ahren Stringer                   |
| 2014 | Tightrope    | AU18 ×2Doppelplatin · (19 Wo.)AU | featuring Scarlett Stevens                 |
| 2016 | Papercuts    | AU2 ×4Vierfachplatin · (27 Wo.)AU | featuring Vera Blue                        |
| 2016 | Catch 22     | AU11 Platin · (16 Wo.)AU | featuring Anne-Marie                       |
| 2019 | Exit Sign    | AU16 ×4Vierfachplatin · (20 Wo.)AU | Hilltop Hoods featuring Illy & Ecca Vandal |
| 2019 | Then What    | AU33 Platin · (9 Wo.)AU |                                            |

Weitere Lieder
- Pictures (2009)
- It Can Wait (2010, AU: Gold)
- One for the City (featuring Thomas Jules, 2014)
- Swear Jar (2015)
- Oh My (featuring Jenny McDougall, 2017)